# كوليا (فلم)
كوليا (بالإنجليزية: Kolya) هو فيلم دراما تم إنتاجه في التشيك وصدر في سنة 1996.

## الميزانية والإيرادات
بلغت تكلفة إنتاج الفيلم حوالي CZK 28 مليون دولارs,(app. 1 million) بينما حقق أرباحا تقدر بـ 7,730,711 دولار.

### ترشيحات وجوائز
| السنة | الحدث  | الفئة           | النتيجة  |
| ----- | ------ | --------------- | -------- |
|       | أوسكار | أفضل فيلم أجنبي | فـــــوز |

## وصلات خارجية
- مقالات تستعمل روابط فنية بلا صلة مع ويكي بيانات